# Branca de Neve (Disney)
Branca de Neve é uma personagem fictícia e a personagem principal do primeiro filme de Walt Disney, Branca de Neve e os Sete Anões de 1937. Ela é também o primeiro membro da franquia Disney Princesas. Branca de Neve é derivada de um conto de fadas conhecido de muitos países da Europa, criado pelos Irmãos Grimm. Ela é uma jovem princesa, "a mais bela de todas", em sua inocência, não pode ver qualquer um dos males do mundo. Isso a torna mais vulnerável a madrasta ciumenta que deseja ser a mais bela na terra, no entanto, a bondade inerente da Branca de Neve e pureza inspiram seus amigos, os animais da floresta e os Sete Anões para protegê-la. No filme, ela é tanto uma figura de mãe protetora e uma criança inocente na sua relação com os animais da floresta e os Sete Anões. Ela é a primeira princesa da Disney, e forneceu a base para heroínas posteriores, como Cinderela e Aurora. Ela é dublada por Adriana Caselotti no filme original.

## Desenvolvimento
Nos esboços iniciais feitos pelos animadores para a personagem da Branca de Neve, alguns deles tinha uma semelhança com a personagem Betty Boop, e não atenderam às expectativas de Walt Disney, sendo então redesenhados.
Hamilton Luske, foi escolhido por Walt Disney como supervisor de animação da personagem Branca de Neve, e foi encarregado com o desafio de fazer Branca de Neve os mais humana e realista possível, superando todos os seus trabalhos anteriores e também os outros personagens da Disney. Este foi um desafio que Luske e o co-animador Les Clark já haviam sido convidados a explorar durante o desenvolvimento do personagem Perséfone para as animações Silly Symphonies, especificamente para o curta de animação A Deusa da Primavera. Desse projeto, Les Clark depois comentou: "Tenho certeza de que Walt já estava pensando sobre Branca de Neve naquela época." Embora a personagem Perséfone acabou aparecendo um pouco sem vida e sem personalidade, a experiência em imitar o movimento humano realista e a anatomia continuou e suas lições foram aplicadas no desenvolvimento de técnicas da animação de Branca de Neve.
A técnica relativamente nova de usar pessoas reais como uma referência para os movimentos do personagem foi amplamente utilizado para trazer a personagem Branca de Neve para a vida. A jovem dançarina chamada Marjorie Celeste Belcher (apelidada de Margie Bell) serviu de modelo live-action para Branca de Neve. (Margie Bell, filha do animador Ernest Belcher, mais tarde também serviu de modelo para a personagem Fada Azul, em 1940, no filme Pinóquio) Hamilton Luske dirigiu através da filmagem de sequências de movimentos numerosos, e em seguida, os animadores estudaram e copiaram as imagens para aumentar o realismo de movimentos animados de Branca de Neve. O animador Ollie Johnston mais tarde recorda "que um planejamento desse é muito trabalhoso, mais assim como Branca de Neve, também serviu para tornar o trabalho incrível".

### Voz
A Disney não conseguiu encontrar uma voz para Branca de Neve. Cerca de 150 meninas fizeram teste para o papel de Branca de Neve, incluindo conhecidas atrizes como Deanna Durbin , cuja voz parecia velha demais para a Disney. Um assistente da Disney chamou seu amigo e professor de música vocal Guido Cazelotti, reclamando que Hollywood não tinha meninas cantando. Cazelotti queria oferecer o seu melhor para ouvir as alunas, mas depois de ouvir sua filha de 20 anos de idade, Adriana, em uma conversa em outro telefone em casa, as coisas mudaram de rumo. Seu pai ficou confuso e disse a sua filha para ficar longe do telefone, mas o diretor do elenco gostou de sua voz e a convidou para um teste. Depois que Walt Disney ouviu, ele imediatamente deu-lhe um papel.
O estúdio assinou um contrato de duas páginas com Adriana Cazelotti:. Ela foi proibida de cantar em um filme ou na rádio antes do filme, ela recebeu $ 970.
Desde 2000 e até 2010, Branca de Neve foi dublada pela atriz americana Carolyn Gardner, mas, desde 2011, Branca de Neve foi dublada pela atriz americana Katherine Von Till, que primeiro dublou o personagem na Disneylândia nos jogos temáticos do Kinect Disneyland Adventures. No Brasil, a voz da personagem foi inicialmente dublada por Dalva de Oliveira na primeira dublagem, mais foi substituída em 1965, por Maria Alice Barreto nos diálogos e por Cybele Freire nas músicas. Na série animada O Point do Mickey, sua voz foi desempenhada por Priscila Concepción. Atualmente, em produtos, e também no site oficial, ela é dublada por Ana Lúcia Menezes.

### Personalidade
Branca de Neve é a mais doce e mais suave de todas as princesas da Disney. Ela é ingênua, infantil, e sempre mostra a severidade de uma mãe, como quando ela disse aos Sete Anões que ou eles lavavam as mãos, ou então ficariam sem jantar. Ela é uma sonhadora, gentil e uma romântica, mas está disposta a trabalhar duro se for necessário para ganhar seu sustento. Ela gosta de cantar, dançar, cozinhar (graças a madrasta fazendo dela uma serva no castelo), sonhar acordada, e ama todos os animais. E ela também é a mais silenciosa de todas as princesas da Disney, embora não exatamente por opção. Branca de Neve é a princesa mais sensível e também com o estilo mais materno, pois ela trata os anões como seus filhinhos e os animais da floresta também.
Possivelmente porque seus próprios pais morreram, Branca de Neve parecia ter simpatia com os anões, pois ela pensava que eles não tinham mãe ou pai. Branca de Neve é conhecida como a princesa otimista, mesmo quando os outros eram rudes com ela ou quando as coisas ficavam difíceis, ela sempre dava uma olhada positiva sobre a vida, Branca de Neve também é uma princesa de coração puro. Branca de Neve parece poder se conectar com os animais e a natureza, como quando eles á ajudaram a encontrar a cabana. Ela é muito romântica, sonhadora, extremamente amigável, pois tem uma postura alegre, doce e é sempre rodeada de seus amigos anões e os animais.

### Aparência física
Branca de Neve é uma jovem de 14 anos , extremamente bonita, que causa inveja na Rainha pela sua beleza única e também por sua formosura. Com "lábios vermelhos como sangue, cabelo negro como ébano e pele branca como a neve". Ela tem um corpo esbelto e pés delicados. Embora ela seja magra, ela é a maior das princesas da Disney, mas nos produtos, como bonecas, seu tamanho é reduzido, para mostrar sua delicadeza e inocência. Ela é descrita como "a mais bela em toda a terra", por uma beleza que ninguém possui. Branca de Neve é a mais magra de todas as princesas da Disney. Ela usa um vestido, que na parte de cima é um corpete azul escuro, com mangas bufantes azuis, com pequenos cortes laterais, na cor vermelho e uma saia longa e rodada amarelo com anáguas brancas. Ela utiliza em seu cabelo uma fita vermelha e sapatos amarelos com laços.

## Aparições

### Branca de Neve e os Sete Anões[18]
A Rainha, com ciúmes da beleza de sua enteada, Branca de Neve, a obriga a trabalhar como empregada em seu castelo, mesmo usando farrapos e tamancos, no entanto, a beleza e a bondade de Branca de Neve continua brilhando, fazendo com que a rainha se preocupe que a beleza dela possa um dia superar a sua. Ela é tão vaidosa, que todos os dias se consulta com seu espelho mágico, ordenando o escravo a revelar o nome da mais bela de todo o mundo. Todos os dias o espírito diz que a Rainha é a mais bela, e ela se contenta, até que o espelho lhe informa que Branca de Neve tornou-se finalmente a mais bela na terra. Lá fora, Branca de Neve trabalha, cantando, com sue amigos animais atraindo a atenção do príncipe, que está passando. Enquanto ela canta, realizando um dueto com seu eco, ela se assusta com o Príncipe que de repente se junta a ela, que assustada, foge para dentro de casa. Observando de cima, é a rainha, que com raiva fecha as cortinas da janela.
A rainha convoca seu caçador e ordena que ele mate Branca de Neve. A Rainha pede que ele traga o coração de volta em uma caixa especial como prova de que ele foi bem sucedido na tarefa. O caçador espera Branca de Neve ficar isolada e, verifica que ninguém mais esteja presente, avançando na princesa. Branca de Neve vê a sombra do caçador sobre a rocha, se vira e grita de terror. No entanto, o caçador não pode matar ela, por causa de sua beleza e também por ser tão bondosa e pura, e pede a Branca de Neve perdão. Ele diz a ela que a Rainha tem um ciúme doentio, e diz para ela fugir. Ela leva o seu conselho e foge pela floresta, e seu medo se manifesta nas plantas ao seu redor; ramos de repente lembram garras como mãos, e os troncos flutuantes assemelham-se a crocodilos. Dominado pelo terror, ela finalmente entra em colapso, soluçando. Quando a luz entra na floresta, as criaturas da floresta cautelosamente se aproximam de Branca de Neve, e ela faz amizade com eles. Juntos, eles cantam e ela . Não mais assustada, Branca de Neve pergunta aos animais se eles sabem onde ela pode ficar. Eles levá-la para a casa dos Sete Anões, ela entra e acha que ninguém está em casa. Notando que a casa toda é uma bagunça completa, ela limpa a casa, com a ajuda dos animais. Ela espera que os seus residentes, a quem ela acredita serem crianças devido ao tamanho do mobiliário, vai deixá-la ficar se ela limpar para eles. Quando ela termina de limpar a casa, ela sobe as escadas para encontrar sete camas pequenas. Ela adormece sobre três delas.
Os Sete Anões voltam para casa depois de um dia de trabalho nas minas. Eles vêem a luz proveniente da janela de sua casa, e fumaça saindo de sua chaminé, e entram na casa, andando por aí, em busca de um "monstro" que invadiu sua casa. Eles ouvem um barulho (alguns pássaros da floresta, brincando) que vem do andar de cima, e, por tentativa de Dunga, entram no quarto juntos. Eles se aproximam das camas, se preparando para atacar, até que descobrem que é Branca de Neve que esta dormindo. Estão todos ficam encantados com a beleza dela, embora Zangado não goste de sua presença, acordando ela. Ela fica surpresa com os anões, mas logo faz amizade com eles, adivinhando os nomes de Mestre, Dengoso, Soneca, Atchim, Feliz, Dunga e Zangado porque seus nomes estão gravados nas camas. Todos os anões, exceto Zangado concordam que Branca de Neve é bem-vinda para ficar, se ela fizer o trabalho doméstico para eles. Um barulho no andar de baixo lembra Branca de Neve que ela deixou uma sopa fervendo. Ela corre lá embaixo, e diz aos anões que está quase pronto, e que eles terão tempo para se lavar. Os anões marcham relutantemente para lavar as mãos. Depois do jantar, os anões cantam, e ela dança com Dunga. O anões, em seguida, declaram que Branca de Neve vai dormir no andar de cima, e que os anões vão encontrar um lugar para dormir lá em baixo.
No castelo da rainha, a rainha, após ser informado pelo espelho mágico que Branca de Neve ainda vive, desce em seu laboratório e se transforma em uma Bruxa. Ela prepara a maçã envenenada, e lê no livro que a pessoa dormirá para sempre com uma mordida e que só se libertará, com um "beijo de amor verdadeiro". A Bruxa sai do castelo e vai em direção a casa dos anões.
Na manhã seguinte, os anões se despedem de Branca de Neve para irem trabalhar nas minas. Carinhosa, ela se despede deles com muito amor. Antes de sair, Zangado avisa a ela não deixar ninguém na casa. Achando que ele se importa com ela, apesar de sua negativa exterior, Branca de Neve decide assar uma torta para Zangado. Logo a Rainha, disfarçada de vendedor ambulante aparece vendendo maçãs, através de sua janela. Ela oferece a Branca de Neve a maçã, mas é atacada pelas criaturas da floresta, que reconhecem o perigo. Branca de Neve enxota os animais longe e leva a velha para dentro de casa, para tomar um copo de água. Enquanto isso, os animais correm para buscar os anões. A Rainha diz a Branca de Neve que a maçã (que foi envenenado) é uma maçã mágica do desejo, capaz de fazer todos os desejos de Branca de Neve se tornarem realidade, e consegue convencê-la a dar uma mordida. Branca de Neve logo cai no chão após sentir os efeitos do veneno, que faz com que ela caia em um sono de morte. Como a Rainha está saindo, ela é vista pelos anões, que perseguem ela em um penhasco, onde ela cai, provavelmente morrendo e sendo comida por abutres.
Os anões encontram Branca de Neve e lamentam a sua "morte", enquanto eles retornam para casa. Em luto, eles fazem um funeral para ela em sua casa. Ao encontrá-la tão bonita, mesmo morta, eles não conseguem enterrar ela, colocando ela em um caixão de vidro, esculpido a mão e feito de ouro.
Como o tempo passa, o príncipe ouve sobre o caso e passeia pela floresta, encontrando o caixão. Os anões abrem o caminho para que o príncipe se aproxime de Branca de Neve, despertando-a com um beijo, que quebra a maldição. Ela acorda e, ao ver o príncipe, estende os braços para ele como ele escava-la em seus braços. Os anões se alegram, como o príncipe leva Branca de Neve para seu cavalo. Ela beija cada anão, dizendo adeus antes de sair com o príncipe para o seu castelo (que é mostrado nas nuvens acima), onde vivem felizes para sempre.

### O Point do Mickey
Tal como acontece com muitos outros personagens da Disney, Branca de Neve fez muitas aparições como um dos convidados do "Point do Mickey". Ela geralmente é vista com os Sete Anões. Ela aparece com destaque no episódio "Pluto Saves the Day", em que Bafo vestido como ela coloca a equipe da Casa a dormir com algumas maçãs mágicas que ele comprou da Bruxa. Branca de Neve encontra-se sobre sua trama, no entanto, e ajuda Pluto a salvar o dia, dizendo-lhe que ele precisa para beijar os membros da equipe de dormir, a fim de acordá-los.
Ela também pode ser vista em O Natal Mágico do Mickey e em Os Vilões da Disney.

### Princesinha Sofia
Branca de Neve apareceu na série Princesinha Sofia, no episódio The Enchanted Feast. Ele foi exibido em 4 de abril de 2014 no Disney Channel e no Disney Júnior dos Estados Unidos.
Em um jantar proposto por Sasha, ela faz truques para a família, Sofia, desconfiando,juntamente com Clover, ela sai e vai até o jardim. Sofia logo vê uma luz e enxerga Branca de Neve, Clover se encanta com a princesa e corre ao seu colo. Branca de Neve conta sua história e á ajuda a ver a verdadeira identidade das pessoas com gentileza. Alertando Sofia. No final do episódio, ela aparece novamente.
Assim como Aurora, ela não cantou. Ela fez duas aparições.

### Once Upon A Time
Branca de Neve (interpretada Ginnifer Goodwin e Bailee Madison como uma menina) é um dos personagens centrais da série da ABC. Aqui, é a filha do rei Leopoldo e enteada da Rainha Má, Regina. Quando ela é uma menina, Regina resgata ela de um cavalo em fuga. Como resultado, Leopoldo quer se casar com Regina, fazendo dela uma nova mãe para Branca de Neve. No entanto, Branca descobre que Regina ama outro rapaz e revela isso para a mãe de Regina, levando seu amor a morte. Regina quer Branca morta por revelar este segredo e impedindo-a de ter o amor verdadeiro como ela foi forçada a se casar com o rei Leopoldo. Anos mais tarde, o Caçador é contratado pela rainha para matar Branca, mas não ele poupa a princesa. Ela continua vivendo na floresta, roubando os nobres do domínio da Rainha, na esperança de recolher dinheiro suficiente para sair do reino. Ela conhece o príncipe James, e ela lhe apelida de Príncipe Encantado. Eles se apaixonam e depois de uma viagem, aonde procuram joias, eles retornam noivos. Percebendo que ela e James nunca podem estar juntos, ela recebe de Rumplestiltskin uma poção que vai apagar todas as suas memórias de James. Pouco tempo depois, ela recebe uma carta de James dizendo-lhe para encontrá-lo no castelo se ela o ama, para que possam fugir, antes de um casamento arranjado. Ela vai ao encontro dele, mas seu pai, o rei George pega ela no castelo, e obriga ela a dizer a James que ela não o ama. Ela, então, passa a morar com os sete anões. James rompe seu noivado, mas ela bebe a poção pouco antes de a notícia chegar até ela. A poção muda ela em uma pessoa mesquinha e cruel, e ela percebe que sua raiva decorre da morte de seu pai. Ela tenta matar Regina, a pessoa responsável pela morte de seu pai. Antes que ela faça isso, o príncipe beija beija ela, fazendo ela recuperar a memória. No entanto, eles são novamente separados quando os cavaleiros de George capturam James. Ela e os anões em seguida, partem para resgatar James. Algum tempo depois, Branca é envenenada pela Rainha, mais James traz ela de volta a vida. Eles se casam, mas a Rainha chega ao casamento e anuncia que ela vai colocar uma maldição sobre todos para destruir a felicidade de Branca. Assim que a maldição se inicia, Branca dá a luz a Emma.
Em Storybrooke, ela é Mary Margaret Blanchard. Ela é professora favorita de Henry, e ela dá a Henry seu livro de contos de fadas. Ela também convida Emma para morar com ela. Mary Margaret trabalha como voluntária no hospital e lê o conto de Branca de Neve e o Príncipe Encantado para David, que esta em coma, e que na verdade é James. Eles se apaixonam, apesar de David esta prestes a se casar com Kathryn. Mary Margaret renuncia ao hospital por causa da dor de cabeça que ela sente por estar próxima de David e tenta iniciar um relacionamento com o Dr. Whale. No entanto, ela acaba querendo saber tudo sobre David. Ela finalmente tenta evitar David, mas ela e David acham que não podem ficar longe um do outro e começam um relacionamento secreto. Após o caso se tornar público e o casamento de David acabar, Mary Margaret é odiada pela cidade. No entanto, alguns dos residentes alcançá-la depois que ela vende velas para ajudar o convento local, para pagar seu aluguel. Mais tarde, ela é presa por assassinato aparente de Kathryn após impressões digitais de Mary Margaret serem encontradas em uma caixa contendo um coração humano logo após o desaparecimento de Kathryn. A caixa é encontrada mais tarde na casa de Mary Margaret, e o coração é provado ser de Kathryn. Emma acredita na inocência de Mary Margaret e tenta ajudar ela. No entanto, Mary Margaret encontra uma das chaves de Regina em sua cela e usa para fugir. Mais tarde é revelado que depois de sua fuga, ela foi capturada e mantida em cativeiro por Jefferson. Ela é encontrada por Emma, e os dois são capazes de escapar quando Mary Margaret chuta Jefferson por uma janela. Em seguida, Mary Margaret voluntariamente retorna à sua cela para enfrentar seu julgamento. Quando Kathryn reaparece, Mary Margaret é liberada. Consequentemente, seu relacionamento com David torna-se tenso desde que ele não acreditava que ela era inocente. Ele finalmente decide deixar Storybrooke quando Mary Margaret não dá a ele uma razão para ficar. Eles estão reunidos quando a maldição é quebrada, e recuperam suas memórias.

### Descendentes
Branca de Neve aparece no filme de 2015 do Disney Channel e é interpretada por Stephanie Bennett. Ela aparece na coroação do príncipe Ben como repórter para a rede de notícias de Auradon. Ela é surpreendida ao saber que a filha de sua madrasta, Evie, desenhou o vestido da coroação que Mal estava usando. É também revelado que a Rainha Má ainda tem desdém sobre ela dizendo que Branca de Neve deve ter feito plástica.

### Kilala Princess
Na série de mangá Kilala Princesa, Kilala e Rei vão para o mundo da Branca de Neve depois de acessar o Portão dos Sonhos com uma tiara mágica. Branca de Neve conforta Kilala sobre seu amigo sequestrado, e depois vai para confrontar a Rainha para salvá-los. Antes que ela coma outra maçã envenenada, os anões chegam ao castelo para lutar contra a rainha. Após sua vitória, Branca de Neve dá a Kilala uma joia de rubi desenterrada pelos anões como um símbolo de coragem. Ela é vista pela última vez quando Kilala recebe uma Esmeralda.

## Em outras mídias

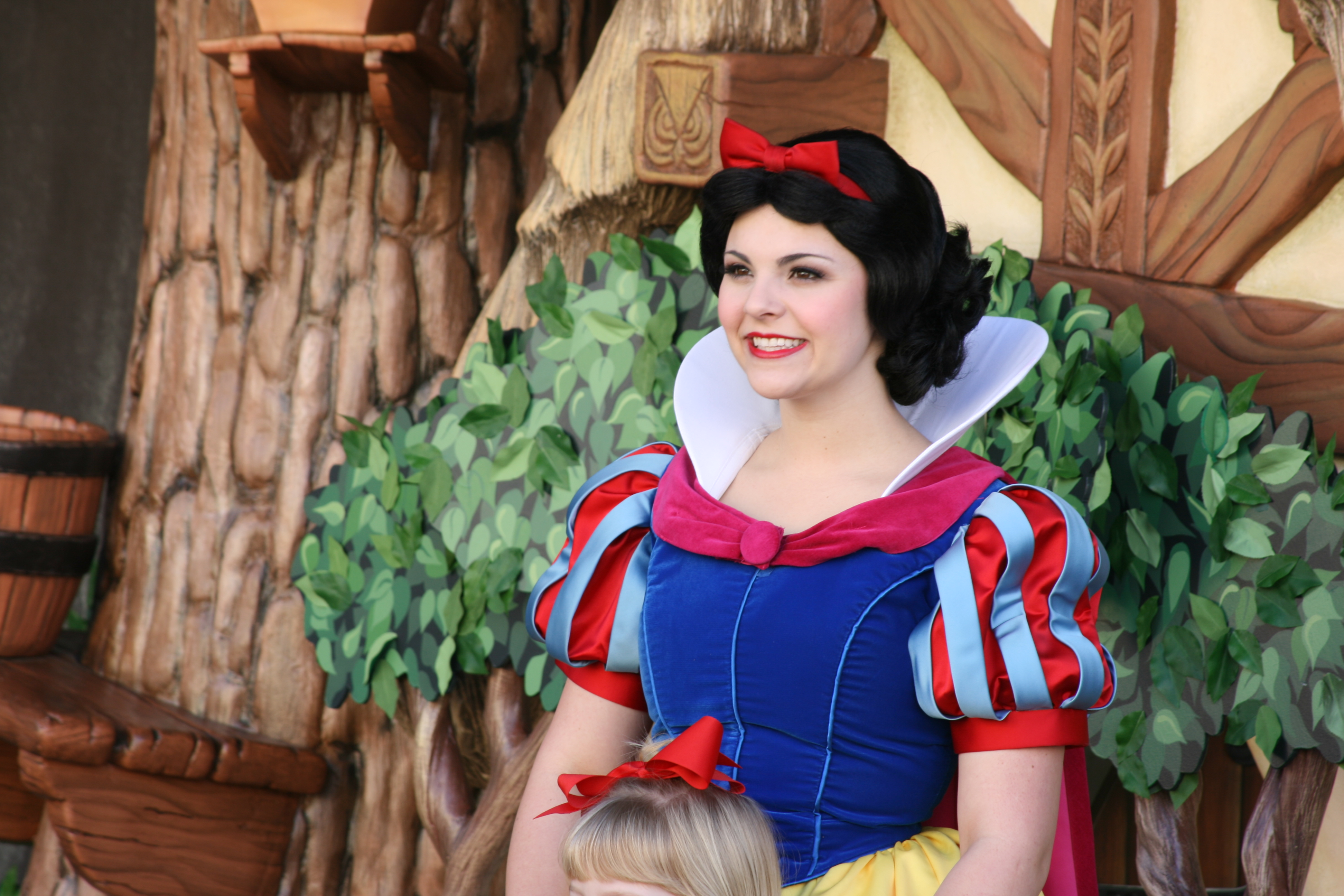
Branca de Neve na Disneylândia. (dezembro de 2007)

Branca de Neve é um membro oficial da linha Disney Princesas, uma franquia de destaque direcionada para as meninas. A franquia abrange uma ampla variedade de mercadorias, incluindo, revistas, álbuns de música, brinquedos, vídeo games, roupas e artigos de papelaria.
Branca de Neve também aparece em uma participação especial nos filmes "Uma Cilada para Roger Rabbit" (1988) e "O Rei Leão 3 - Hakuna Matata" (2004).
Snow White's Scary Adventures é um passeio escuro dedicado à princesa e sua história na Disneylândia, Magic Kingdom, Disneylândia de Tóquio, e na Disneylândia de Paris. Localizado no Fantasyland, é uma das poucas atrações restantes desde a inauguração da Disneylândia, em 1955. O passeio foi tirado do ar no Disney World em maio de 2012, como parte da expansão do New Fantasyland. A mina dos Sete Anões é uma atração para 2014 no Magic Kingdom, que é baseado no filme, e inclui os anões em uma mina, em formato de montanha russa. Princess Fairytale Hall é uma atração no Magic Kingdom, que substitui Snow White's Scary Adventures.
Além de aparecer em jogos relacionados com a franquia Disney Princesas, Branca de Neve também aparece na popular série de jogos Kingdom Hearts como uma das Princesas da Disney de coração. Ela primeiro aparece no primeiro Kingdom Hearts como uma princesa de coração capturada por Malévola. Ela reprisa seu papel do filme no jogo para PlayStation Portable, Kingdom Hearts: Birth by Sleep.
A Walt Disney Company tem atualmente um pedido de marca pendente nos EUA, apresentado em 19 de novembro de 2008, para o nome de "Branca de Neve", que cobre todos os filmes gravados e ao vivo, televisão, rádio, teatro, computador, internet, notícias, entretenimento e fotografia, exceto para obras de literatura de ficção e não-ficção.